# Józef Morton

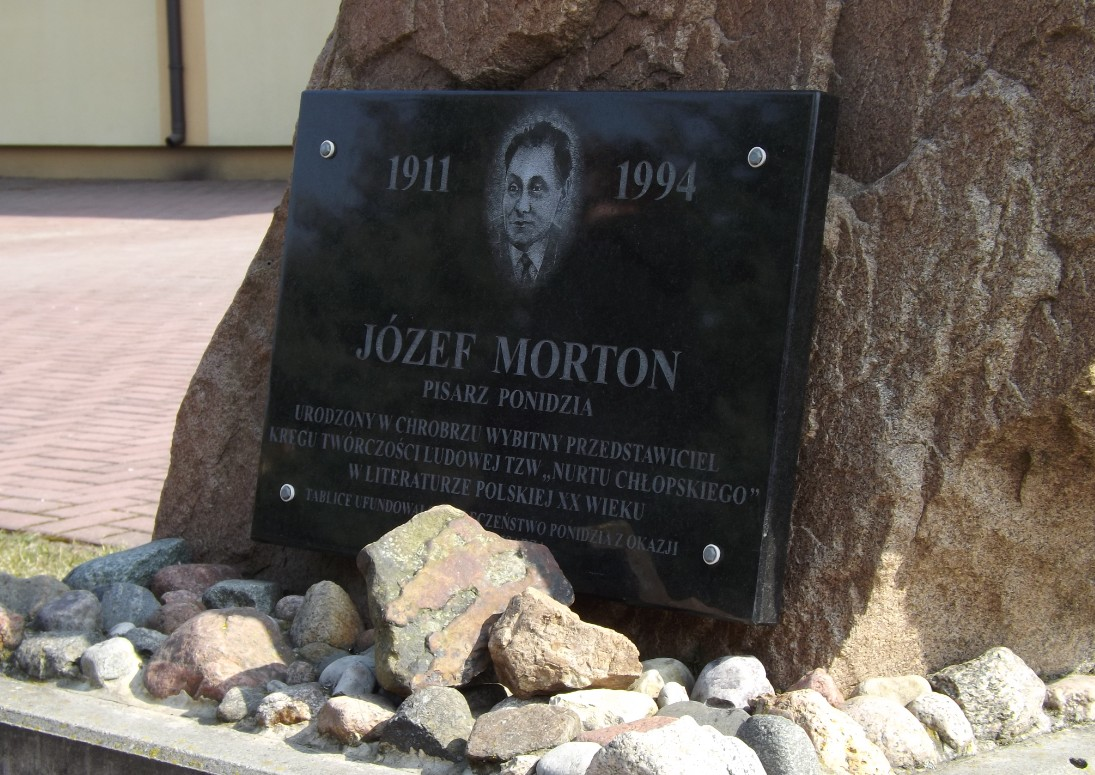
Tablica pamiątkowa poświęcona Józefowi Mortonowi umieszczona na głazie przed szkołą w Chrobrzu

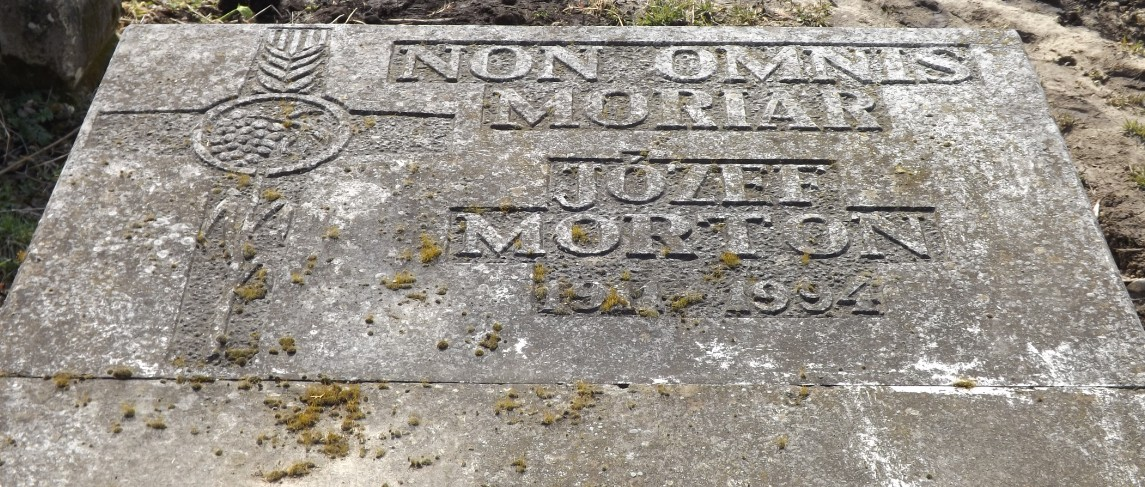
Epitafium na nagrobku Józefa Mortona.

Józef Morton (ur. 19 lipca 1911 w Chrobrzu, zm. 24 października 1994 w Warszawie) – polski pisarz i działacz ruchu ludowego.

## Życiorys
Syn Jana i Genowefy z Kozłów, włościan z Chrobrza. Wykształcenie zdobywał w szkole powszechnej w Chrobrzu i w gimnazjum w Pińczowie, w którym zdał maturę. Pracę podjął w Urzędzie Skarbowym w Olkuszu a następnie dzięki pomocy rodziny Wielopolskich rozpoczął studia prawnicze w Warszawie. Jednak problemy finansowe uniemożliwiły mu ukończenie studiów. Jego pierwsza praca literacka została opublikowana w dzienniku Czas w 1937 roku. W czasie II wojny światowej wrócił do Chrobrza i w 1944 roku za namową kolegi Franciszka Kucybały wstąpił do Polskiej Partii Robotniczej a w okresie tzw.
Republice Pińczowskiej związał się z działalnością Armii Ludowej. Po wyzwoleniu Ponidzia spod okupacji niemieckiej wszedł w skład tworzonej Powiatowej Rady Narodowej w Pińczowie. Został też powołany na stanowisko komisarza do spraw majątków obszarniczych.
W latach 60 przez kilka kolejnych lat był kustoszem muzeum im. Jana Kochanowskiego w Czarnolesie. Mieszkał w oficynie. Stworzył tu sfilmowaną przez Zbigniewa Kużmińskiego powieść „Mój drugi ożenek”.
Był współpracownikiem oraz redaktorem pism "Chłopska Droga" oraz "Wieś". Jego powieści dotyczyły przede wszystkim życia współczesnej mu wsi. Zmarł w Warszawie, pochowany został na cmentarzu w Chrobrzu.

## Publikacje
- Spowiedź (1937), Warszawa: Ludowa Spółdzielnia Wydawnicza, 1989, ISBN 83-205-4165-4.
- Inkluzowe wiano (1946), Warszawa, Ludowa Spółdzielnia Wydawnicza, 1979.
- Mój drugi ożenek (1961) Warszawa, Ludowa Spółdzielnia Wydawnicza, 1973.
- Appasionata, Warszawa, Państwowy Instytut Wydawniczy, 1976.
- Ucieczka z raju, Warszawa, Ludowa Spółdzielnia Wydawnicza, dr. 1969.
- Całopalenie, Warszawa, Ludowa Spółdzielnia Wydawnicza, t. 1-4, 1980-1987.
- Wielkie kochanie, Warszawa, Spółdzielnia Wydawnicza „Czytelnik”, 1983.
- Wielkie przygody małego ancykrysta, Warszawa, Iskry, 1959.
- Dzieła zebrane, Warszawa, Ludowa Spółdzielnia Wydawnicza, t. 1-5 1979-1983, m.in.:
  - Zapomniana wieś
  - Klucz bożej Klementyny
  - Kamilla, czyli Spowiedź dziewczęcia
  - Wielkie dni
  - Wawrzek, syn Wawrzyńca
  - Polowanie

## Ordery i odznaczenia
- Order Sztandaru Pracy II klasy (1949)[5]
- Krzyż Partyzancki
- Medal Zwycięstwa i Wolności 1945
- Medal 30-lecia Polski Ludowej